# Bibliothèque des histoires
Bibliothèque des histoires est une collection de livres d'histoire publiée depuis 1971 par les éditions Gallimard.

## Contexte de création
Gallimard, déjà éditeur historique de Jean-Paul Sartre et de Maurice Merleau-Ponty, accueille au début des années 1960 Michel Foucault et contribue, par là, à l’émergence du structuralisme dans les sciences humaines. Trois éditeurs chez Gallimard développent ce secteur, marqué en particulier par l’essor de la nouvelle histoire et le renouveau de la critique : François Erval, avec le lancement en 1962 d’une collection d’essais au format de poche, « Idées » ; le philosophe et psychanalyste Jean-Bertrand Pontalis, responsable de la collection « Connaissance de l’inconscient » (1966) ; et le jeune historien Pierre Nora, auquel Claude Gallimard confie en 1966 le développement du secteur « non fiction ». Dans ce contexte, Pierre Nora crée la « Bibliothèque des Sciences humaines » en 1966 puis la « Bibliothèque des histoires » en 1971.

## Présentation
Le 10 novembre 1971, paraît le premier ouvrage de la collection, il s'agit de Le Taoïsme et les religions chinoises par Henri Maspero.
Selon l'historien François Dosse, Pierre Nora « aura permis aux éditions Gallimard de devenir une pièce maîtresse dans les publications de sciences humaines ; en effet jusque-là la maison ne s’était imposée que comme le Parnasse de la littérature française ».

### Indications chiffrées
La collection publie en moyenne trois ouvrages par an, ce qui représente d'après la marque 8 000 ventes annuelles.
Les cinq meilleures ventes de la collection sont, dans l'ordre, Montaillou. Village occitan de 1294 à 1324 d'Emmanuel Le Roy Ladurie, La volonté de savoir et Surveiller et punir de Michel Foucault, Le Temps des cathédrales de Georges Duby et Les lieux de mémoire de Pierre Nora.

## Auteurs publiés dans la collection

### Historien français ou de langue française
Maurice Agulhon, Antoine de Beacque, Jacques Berque, Lucien Bianco, Marc Bloch, Dominique Borne, Jean Bottéro, Esteban Buch, François Caron, Michel de Certeau, Johann Chapoutot, Antoine Compagnon, Fanny Cosandey, Marc Desportes, Marcel Detienne, Alain Dewerpe, Hichem Djaït, Gilbert Dragon, Emmanuel Droit, Georges Duby, Alphonse Dupront, Hervé Fischer, Michel Foucault, Béatrice Fraenkel, Marc Fumaroli, François Furet, Marcel Gauchet, Jacques Gernet, Olivier Grenouilleau, Serge Gruzinski, Bernard Guénée, Jean Guilaine, Laurent Guyénot, François Hartog, Arnaud-Dominique Houte, Olivier Ihl, Michel Jeanneret, Gérard Jorland, Philippe Joutard, Dominique Kalifa, Annie Kriegel, Jacques Krynen, Jacques Lafaye, Jacques Le Goff, Guy Lobrichon, Michael Lucken, Catherine Maire, Elise Marienstras, Alain Mérot, Jules Michelet, Robert Morrissey, Claude Nicolet, Pierre Nora, Daniel Nordman, Pascal Ory, Mona Ozouf, Marc Philonenko, Jacqueline Pigeot, Maurice Pinget, Edouard Pommier, Dominique Poulot, Gérard de Puymège, Jacques Revel, Alain Rey, Pierre Rosanvallon, Jean-Claude Schmitt, Antoine Schnapper, Gérard Simon, Pierre-François Souyri, Jean Starobinski, Christophe Studeny, Alain Testart, Anne-Marie Thiesse, Jean-Pierre Vernant, Paul Viallaneix, Michel Vovelle et Nathan Wachtel.

### Historiens étrangers traduits et publiés dans la collection
| Allemands    | Oscar Anweiler, Hans Belting, Thomas W. Gaehtgens, Ernst Kantorowicz, Raymond Klibansky, Thomas Nipperdey, Erwin Panofsky, Fritz Saxl |
| Américains   | Svetlana Alpers, John Boswell, Philippe Buc, Judith C. Brown, Mary Carruthers, William B. Cohen, G.E. von Grunebaum, Richard F. Kuisel, David S. Landes, Moshe Lewin, Bernard Lewis, Pierre Novick, Jann Pasler, Jerrold Seigel, Timothy Snyder |
| Britanniques | Michael Baxandall, Peter Brown, John Chadwick, Thomas Crow, Francis Haskell, Eric Hobsbawm, Andrew W. Lewis, Geoffrey Parker, Simon Schama, Keith Thomas, H.R. Trevor-Roper, Edgard Wind, Frances A. Yates                                      |
| Brésiliens   | Gilberto Freyre |
| Espagnol     | Julio Caro Baroja |
| Israëlien    | Aviad Kleinberg |
| Italiens     | Franco Cardini, Carlo Ginzburg, Giovanni Levi, Santo Mazzarino, Arnaldo Momigliano, Pietro Redondi, Franco Venturi |
| Marocain     | Abdesselam Cheddadi |
| Néerlandais  | Robert Van Gulik |
| Polonais     | Bronislaw Geremek, Krzysztof Pomian |
| Russe        | Aaron J. Gourevitch, Anatoli Vichnevski |